# Cercopithecus lowei
Cercopithecus lowei is een zoogdier uit de familie van de apen van de Oude Wereld (Cercopithecidae). De wetenschappelijke naam van de soort werd voor het eerst geldig gepubliceerd door Oldfield Thomas in 1923. De soort werd in het verleden als ondersoort van de campbellmeerkat (Cercopithecus campbelli) gerekend.

## Voorkomen
De soort komt voor in Ghana en Ivoorkust.